# Golowinski

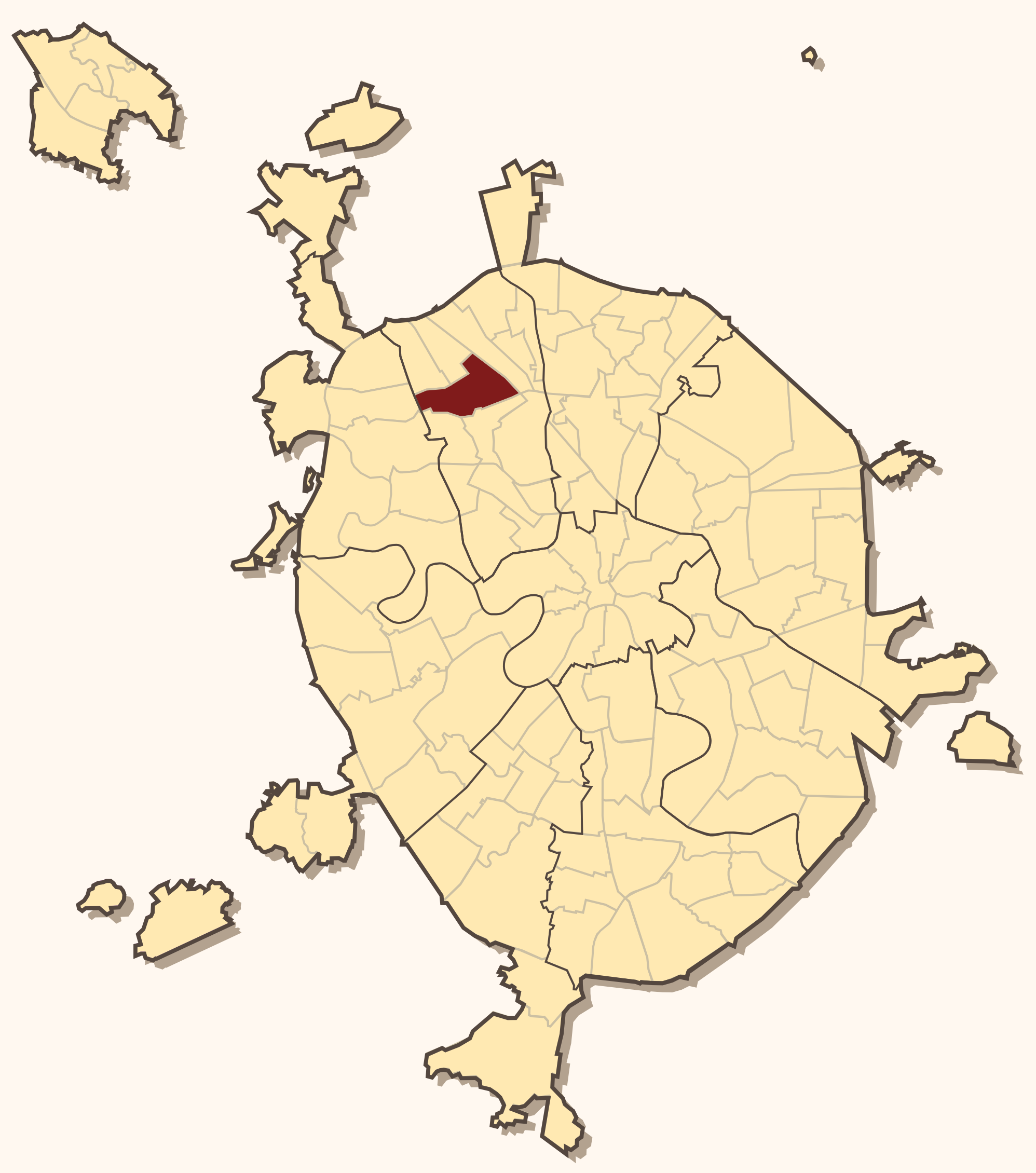
Lage in Moskau

Golowinski (russisch Головинский) ist ein Stadtteil von Moskau (Russland) im Nördlichen Verwaltungsbezirk östlich der Ausfallstraße „Leningrader Chaussee“, westlich der Bahnstrecke Sankt Petersburg–Moskau und nördlich des Kleinen Moskauer Eisenbahnrings. Der Stadtteil ist 880,65 Hektar groß und hat rund 82.500 Einwohner.
Der Ortsname entstammt dem ehemaligen Dorf Golowino, das seit dem 16. Jahrhundert bekannt war und vom 19. bis Anfang des 20. Jahrhunderts auch über ein Kloster verfügte. Zur Sowjetzeit wurde das Kloster aufgelöst und das ehemalige Dorf Golowino in den 1960er-Jahren nach Moskau eingemeindet. Seit den 1930er-Jahren, als nahe westlich der Moskau-Wolga-Kanal verlegt wurde, wurde das ehemalige Golowino aktiv mit Industrieanlagen und Wohnquartieren bebaut. 1991 wurde offiziell der Stadtteil Golowinski gebildet, dessen Gebiet neben Golowino auch Territorien der benachbarten früheren Dörfer Nikolskoje und Michalkowo umfasst.
Heute gibt es in Golowinski über 50 Industriebetriebe. Die Gesamtfläche der Grünanlagen im Stadtteil beläuft sich auf 184,5 Hektar. Der U-Bahnhof Wodny Stadion der Moskauer Metro liegt auf dem Gebiet des Stadtteils.

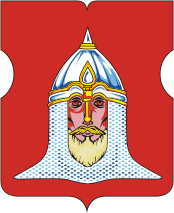
Stadtteilwappen
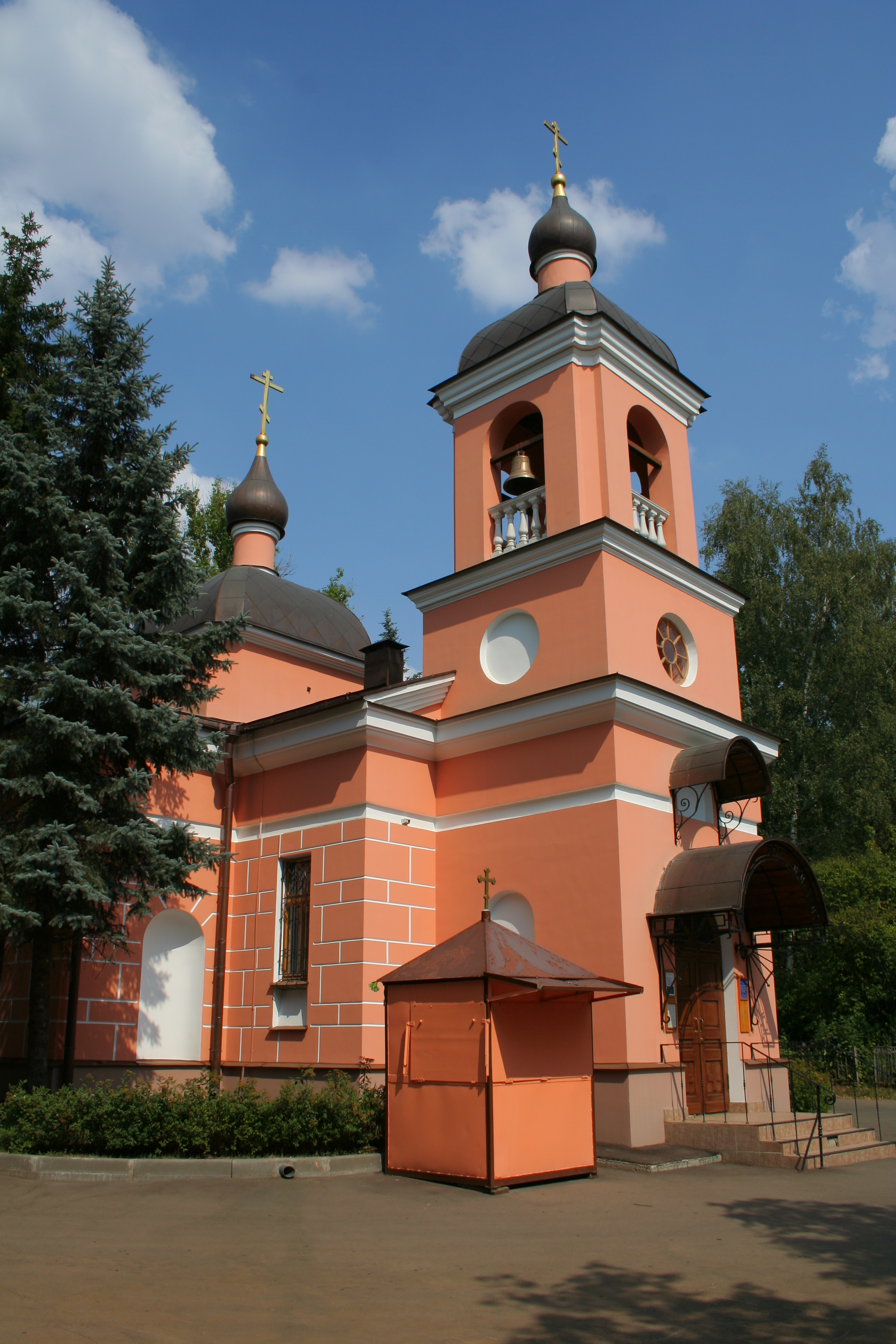
Friedhofskirche in Golowinski
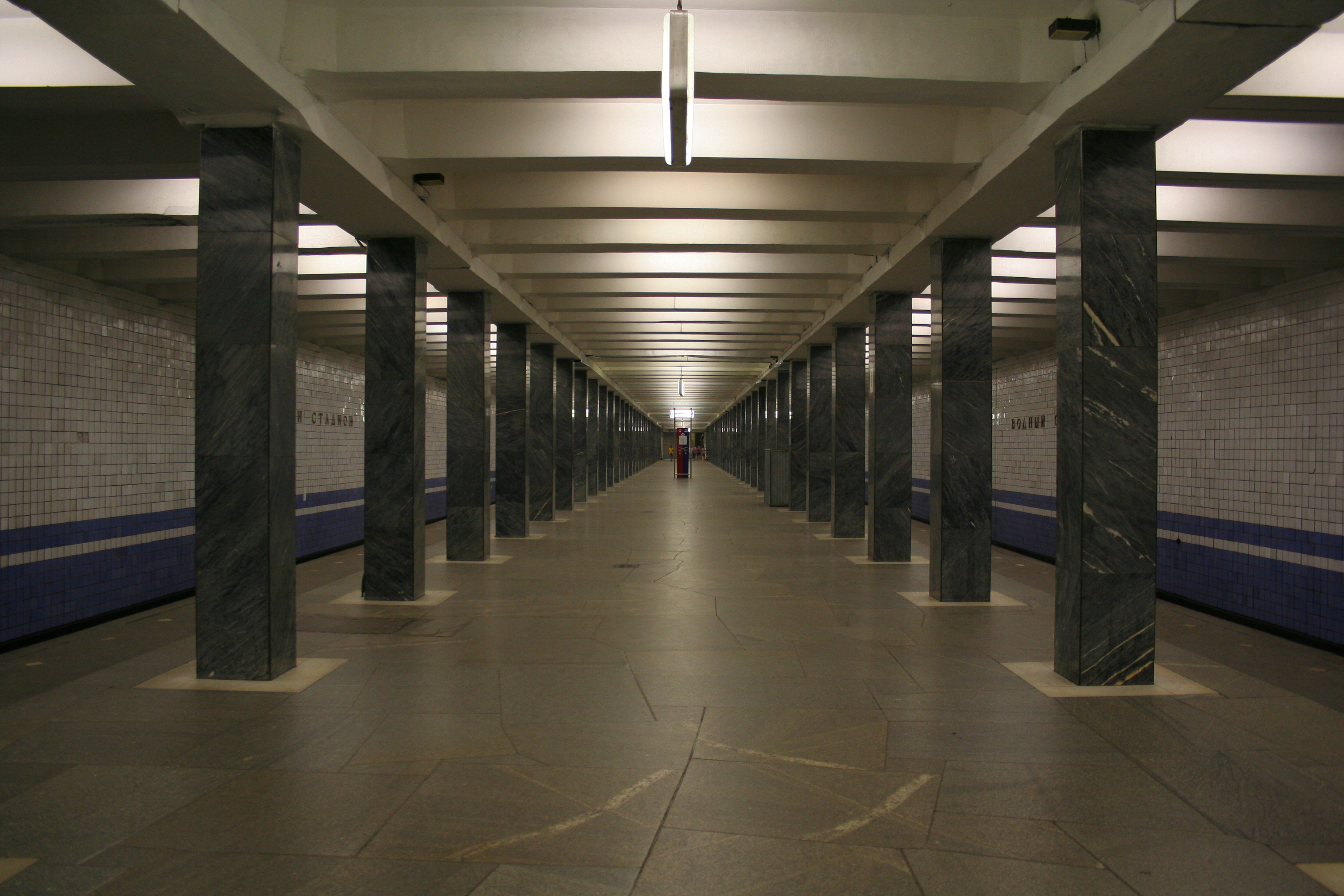
U-Bahnhof Wodny Stadion